# ハイブリッド・フロント
『ハイブリッド・フロント』 (THE HYBRID FRONT) は、1994年7月22日に日本のセガから発売されたメガドライブ用戦略シミュレーションゲーム。
現代世界の延長線上にある、26世紀中盤の世界を舞台とした戦術シミュレーションゲーム。全26ステージ構成。ステージ間に挿入される小説調のテキストによってストーリーは展開される。
開発はセガおよびオニロ、HICが行い、舞台設定の監修はSF小説家の野田昌宏監修が務めた。
キャラクター・デザインはイラストレーターの末弥純、企画原案はメガドライブ用ソフト『リドルワイアード』（1991年）を手掛けた角田純悦。音楽はメガドライブ用ソフト『ゴールデンアックスIII』（1993年）を手掛けた幡谷尚史、およびメガドライブ用ソフト『アウトランナーズ』（1994年）を手掛けた白津順子が担当している。
2007年にWii用ソフトとしてバーチャルコンソール (VC) にて配信されたが、汎用的な他ゲーム機種への移植事例が無く、VC版も2019年1月31日をもってサービス自体が終了したが、同年9月19日にセガが世界同時発売した復刻系ゲーム機・メガドライブ ミニの日本版に収録された。

## ゲーム内容
基本的には『大戦略シリーズ』に連なる戦術シミュレーションだが、以下の特徴的な点がある。
特徴的な点
- 耐久力・攻撃力の幅が大きい

基本的には大戦略同様、攻撃力と防御力の関係から命中率が出されるが、戦艦級宇宙船(HP:40など）から無人攻撃システム(HP:5）まで差があり、攻撃についても一発あたりのダメージ×攻撃回数に差があり、全弾ヒットしても10に満たないものが多々ある一方で、10を越すものもある。また攻撃力もパイロット搭乗時などでは100を大きく越すものもある。ただ100を大きく超えても防御力や応急復旧があるため、一撃で殲滅する攻撃になることは少ない。
また、1ユニットは単機であるため、耐久力が減少しても攻撃力・攻撃回数が減少することはない。
- パイロットが搭乗

各ユニットにはパイロットが搭乗する。搭乗していないユニットは参戦できない（ただし穴埋め的な一般兵も多い）。パイロットは対装甲・対非装甲などの攻撃力、対空・対地などの防御力などの能力値を持ち、各ユニットの性能に上乗せされる。またパイロットは個性的で得手不得手の差が大きい。
このため、何を重視し、どのパイロットをどのユニットに乗せるかが悩むところである。自動搭乗コマンドはあるが余りにも適当であり、結局は手動によらねばならない。
基本的には後述する確率の問題と応急コマンドもあり、特長を伸ばす方が有効である。
またキャラクターは敵を攻撃するなどで経験値を得られ、これを一定まで貯めるとランクがアップし能力値もアップする。経験値・ランクともマップを越えて持ち越せるが、撃破された場合は経験値がゼロになる（ランクは保持）。この成長度合いもキャラクターによる差異が大きい。
自軍ユニットは基本的に各マップでの使い捨てなので、クリア可能状態ならば失っても惜しくはないこともあり、経験値稼ぎのためクリア条件が達成できる状況でも可能な限り粘ることも重要となる。
- 応急復旧

戦闘機等のユニット以外は「応急」（応急復旧）を行うことが出来る。これはその場で補修し、ユニットの耐久力を多少（1〜4、大体2）回復させるものである。実行に際し何も消費しないが、このコマンドは1ターンに1回しか実行できず、実行した場合は行動終了となるため攻撃等は出来ない。
このコマンドにより、ちょっとずつ削ることの有効性は低く、一気呵成に攻めて撃滅する必要性が高くなる。また高い攻撃力とのバランスを取る要因となっている。
- 確率の問題

明確に解析された事柄ではないが、確率、特に数%の確率の発生率が明らかに高いといわれている（これは確率判定に使用される乱数に問題があると言われる）。逆に命中率90数%でも、残り数%の発生率が高いため外れやすい。
また応急復旧コマンドにより、撃滅出来るか出来ないかの差は大きい。このため100%を超える必要が高く、兵器の高い攻撃力をそれを得意とするパイロット搭乗で大きくして、敵の防御力を含めても100%を超えることが望ましくなる。
- 生産・収入が無い

各マップの自軍ユニットは各マップ毎に予め決められており、生産等は出来ない。よって生産・補充のために必要な収入も無い。
基本的に「読み進める」ことに主眼が置かれているためで、敵軍の配分・増援を知らなくても、きちんとそれなり以上の対処をできる。その一方、プレイヤーが好む戦法に従った偏差が付けにくい（パイロットの能力差で偏差は付けられるが）ということでもある。

## 設定

### 世界観
21世紀後半以降、地球上の化石資源・鉱物資源の枯渇に伴う宇宙・月面開発において、衛星軌道に進出した企業連合体が既存の国家を凌ぐ力を持つようになり、地球上の国家との対立を年々深めていった。
24世紀初頭、ついに地球と企業連合は第一次・第二次軌道戦争と呼ばれる全面戦争に至り、地球側は軌道上からの大質量兵器（メタル・ハンマー）投下や大型光学兵器による砲撃によって主要都市を焼け野原にされて完敗。その後地球側も各地で抵抗を続けるも最終的に鎮圧され、人類の覇権は企業国家連合コクーンの手に渡った。地球統治組織として事実上コクーンの傀儡であるPETO(ピートゥ)が設立され、それまでの地球上の国家連合であった地球補完連合はPETOに吸収された。
そして26世紀、人類は火星にまで勢力範囲を拡大していたものの、紛争は絶えることなく、戦火により秩序と環境が崩壊した地球では、野盗などが横行し、生活物資の配送や復興が滞るようになった。このため武装した「運び屋」と呼ばれる人々が、住民たちに物資の運搬等を行っている。

### 組織
CoCoON（Cooperations Community of Orbital Negotiation コクーン：軌道上企業国家連合）
世界的規模の企業群であり、大きく分けては6つのグループがある。「軌道上企業」の名は文字通り軌道上に構築したオービタルリングのコロニーを本拠地としているため。
20世紀以降の世界的環境悪化やエネルギー危機など人類存続の危機を、技術開発・普及によって救ってきている。その一方でその影響力は一国家のレベルを大きく超えており、独自の軍隊を整備している。各国政府の支配からの独立を目指したのが先の大戦のきっかけである。
現在では地球圏の支配者として君臨しているが、近年企業連合内の軋みが拡大しつつあり、火星開発を巡って大規模な内戦も発生し、ピートゥなどへの影響力は低下している。
ゲーム中では6大グループの一つ「アストロダイン」が登場する。元はアメリカの企業であり、コクーン内で最大の力を持つ。
PETO（Pan-Earth Treaty Organization ピートゥ：汎地球条約機構）
21世紀後半に組織された地球補完連合に代わって、地球の覇権を握ったコクーンによって設立された地球上を統治する機構で、現代の国際連合に相当する。
この時代では一体化は進んでいるが、先の大戦での敗戦もあり大きく弱体化し、統治能力が及ぶ地域も限られている。コクーンの援助や運び屋の仕事無しでは存続できない程であり、コクーンの傀儡に近い。しかし地球の復興と共に再建しつつあり、コクーン内部の軋みを尻目に、密かに軍備を拡大し地球圏の支配者の座を奪還すべく狙っている。
運び屋
武装した輸送請負業。ただしその武装も装甲車から宇宙船まで有する程であり、集えば一軍にも匹敵する。その業務から個別の集団は小規模だが、知り合いは多く同業に対する仲間意識が強い。
この時代の流通を担う、人々の生活に欠かせない存在であるが、アウトロー的性格や近年カルカッタ動乱という大規模な反乱に参加した経緯から、コクーンやPETOの支配層における心象はあまり良くなく、一時は武装禁止などの厳しい締め付けが行われていた。
運び屋の仕事は、地球復興のため組織された「LEcSuS」（レクサス:辺境経済支援機構）の業務下請けである。一時武装禁止をした際、襲撃が多発し各地で物資不足になってしまったことからも、その仕事の重要度がうかがえる。

## キャラクター

### スカラベチーム
シャーリラ
女性　26歳
本作の主人公。
ポール・シムノ
男性　27歳
ピーター・ケイン
男性　28歳
冴月 玄之丞
男性　56歳
サイモン・クウ
男性　42歳　
朴 正仙
女性　25歳
ジン・ヌー
男性　21歳
ママ・ルイーズ
女性　45歳
キム・ラウシー
男性　76歳　
ヤン・メイラン
女性　29歳
スチール・ハリス
男性　16歳
ヴィットーリオ
男性　23歳
ヘル・ベイツ
男性　36歳
カオ・ウェン
男性　32歳
バーナード
男性　54歳
ハンス・フォルツ
男性　26歳
グレッグストーン
男性　47歳　
ニナ・ハーベイ
女性　25歳　
ウェッジ・サムス
男性　19歳
ミンガ
女性　32歳
Dr.カーロフ
男性　48歳

### PETO（ピートゥ）
ベルコウ
男性
エド・クーパー
男性
ミューラー
男性
グルジエフ
男性

### CoCoON（コクーン）
オラフ・マウザー
男性
カーズン・ボルト
男性
ノーマン
男性
ハインツ
男性
プリラー
男性
コンウェイ
男性

## ユニット

### 自軍使用可能ユニット
パンツァー
光学兵器を主兵装とし、ホバー移動で戦車を上回る機動力・不整地踏破能力を備えた、本世界における陸戦の主役。戦車と大差ないサイズのものから巨大なものまで存在する。
- ゲンブ
- ガルム
- キルケニー
- シーシュボス
- タンタロス

戦車
外見的には現代の主力戦車と変わらない。戦闘能力・継戦能力に優れるが、空からの攻撃に弱い。
- ミルファーナ
- チオチュアン
- アルマダン
- グーファンS型

ヴィークル
軽戦車・装甲兵員輸送車・装甲車の総称。戦闘能力・継戦能力は戦車ほどではないが、間接攻撃や兵員輸送など特徴的な能力を備えている。
- クロウラー2型
- グーファング
- レインティア
- クジャタ
- レーヴェ
- アンテロープ
- リント
- フレイヤ
- フレイヤ2型
- ソラライト

自走砲
こちらも現代の自走砲と外見的には変わらない。キャノン砲を備え一発の威力が高いものと、ロケットランチャーを備え手数で勝負するものがある。
- ディガイゲ
- シュラーク
- シュラークS型
- デフティヒ
- シュトローム
- シュトロムS型
- シュピーゲル
- シュピゲルS型
- フェルティヒ

対空自走砲
長距離対空兵器を備えた対空車両。
- スパークラー
- ASスパークラー（対宙スパークラー）

スレイヤー
- ASスレイヤー（対宙スレイヤー）

対空戦車
近接対空兵器を備えた対空車両。非装甲車両や兵士に対しても強力な攻撃力を発揮する。
- ヘッジホッグ
- ヘッジホッグS型
- マングース
- マングースS型
- モンスーン
- フェルティヒS型

輸送車
歩兵や牽引砲を搭載できる装甲車両。戦闘能力は低い。
- シュネレーヴェ
- リントI型
- ガヴリルコI型
- ソラライトI型

牽引砲
強力な間接攻撃を行える牽引式の大砲。移動力が1しかないため輸送車両の用意が必要。
- ドアノッカー
- ヴェスタ
- モノポール砲

車両
非装甲の戦闘車両。防御力は低いが機動力が高く油断は禁物。
- ライトクジャタ
- MP輸送車

補給車
搭載した補給物資を用いて燃料・弾薬を車両やヘリに補給できる。戦闘能力は皆無に近い。
- 補給車
- 補給車2（地形対応型補給車）
- 補給車3（気密式補給車）

歩兵戦闘服
装甲強化服を着用した歩兵。制圧行動を行える。
- BTジャケット
- BTジャケット改
- BTジャケットS

航空母艦
大型輸送機。
- マダム・ルイーズ

戦闘ヘリ
対地攻撃力が高く、補給車で補給が可能。戦闘機に弱く継戦能力は高くない。
- ペトロフ
- ギャパエ
- ナザロフ

輸送ヘリ
歩兵や牽引砲を搭載できるヘリコプター。
- ドゥニェコ
- デュマラ

戦闘機
対空戦闘に強い航空機。長距離対空ミサイルを持つものもある。武装交換で対地武装を装備できるものもある。
- ベネシユF型
- フェレンク
- イエリバルタ

攻撃機
対地戦闘に強い航空機。
- ベネシユA型
- VTOLスリフカ
- スリフカ
- ルポミール

航宙戦艦
非常に耐久力が高く、対艦用の強力な武装を備える。大気圏内で航行できるものもある。
- タイグレス

航宙母艦
- ウィンストン
- 栄光のスカラベ号
- スカラベII世号
- スカラベIII世号

航宙砲艦
- デュプリシティ
- デュプリシティ改

巡洋艦
- アイゼナハ
- ケーゼナム
- バジス

駆逐艇
- ヴェーゼル
- トリニダート

航宙戦闘艇
- スカラベF艇
- フリアイ
- ディーライ
- ヤクシャー
- ガスト
- ウィアード

航宙攻撃艇
- スカラベA艇
- ファイアボール
- サンダーボール
- アングリフ
- ジーガー
- リッター

## 移植版
| No. | タイトル               | 発売日        | 対応機種          | 開発元          | 発売元       | メディア                              | 型式 | 備考                                                       |
| --- | ---------------------- | ------------- | ----------------- | --------------- | ------------ | ------------------------------------- | ---- | ---------------------------------------------------------- |
| 1   | ハイブリッド・フロント | 2007年5月29日 | Wii               | セガ オニロ HIC | セガ         | ダウンロード （バーチャルコンソール） | -    | 2018年1月配信終了                                          |
| 2   | ハイブリッド・フロント | 2019年9月19日 | メガドライブ ミニ | エムツー        | セガゲームス | プリインストール                      | -    | 本体にあらかじめインストールされた42作品の一つとして収録。 |

## 開発スタッフ
- 総合監修：野田昌宏
- キャラクター原案、コンセプトデザイン、イメージイラスト原画：末弥純
- メカニック原画デザイン：青井邦夫
- 監修・考証・協力：（株）オニロ
- 設定、シナリオ協力：スタジオ WOW!、佐藤哲郎
- キャラクターパブ用イラスト：大矢正和 (MDP)
- 企画
  - 企画原案、イベント設定、メッセージ：KAKUKA（角田純悦）
  - 設定原案：REW
  - ストーリー原案：REW、KAKUKA（角田純悦）
  - データ設定：別所未来
  - マップエディット：KAKUKA（角田純悦）REW、別所未来
- プログラミング
  - システム：Bug-Bug
  - 思考ルーチン：Bug-Bug、rooti@rpg.sega.co
  - イベント：Bug-Bug、rooti@rpg.sega.co、太田仁 (HIC)、杉崎さとる (HIC)
  - 戦闘シーンシステム：太田仁 (HIC)
  - メッセージ、オープニング・エンディング：杉崎さとる (HIC)
  - ツール作成協力：別所未来
- デザイン
  - 総合美術監修、ユニットデジタイズ地上・その他：REW
  - 航空・宇宙・その他：電鳳寺雅
  - マップパーツデザイン：REW、電鳳寺雅
  - 戦闘画面背景：REW、MARUTSUGI
  - キャラクターデジタイズ：REW、MARUTSUGI、電鳳寺雅
  - オープニング・エンディングヴィジュアル、イメージヴィジュアルデジタイズ：電鳳寺雅
  - デザイン協力：YOKOKAW、いとちん
- サウンド
  - 総合監修：HATA（幡谷尚史）
  - 音楽：HATA（幡谷尚史）、SHIRAKO（白津順子）
  - 効果音：HATA（幡谷尚史）、PONTARO（幸崎達哉）
  - サウンドコントロールプログラム：MILPO（香嶋良昭）
- 開発協力：鈴木力、MENME、フェニックスりえ（小玉理恵子）、パタ
- テストプレイ協力：L.C.、りどる、Resort Master、THOR、しろちん、いとちん、やまちん
- 資料協力：安東貴広

## 反響
ライターの河合律子がゲームニュース専門サイト「GameSpark」の連載記事によると、本作は綿密な設定に加え、第19回星雲賞アート部門を受賞した末弥純がキャラクターデザイナーを務めていたことから、発売当時はSFファンから注目を受けていたとされている。

### 評価
- ゲーム誌『ファミコン通信』の「クロスレビュー」では7・6・6・6の合計25点（満40点）になっている[4]。

- ゲーム誌『メガドライブFAN』の読者投票による「ゲーム通信簿」での評価は以下の通りで21.0点（満30点）となっている[5]。

| 項目 | キャラクタ | 音楽 | お買得度 | 操作性 | 熱中度 | オリジナリティ | 総合 |
| 得点 | 3.8        | 3.5  | 3.3      | 3.4    | 3.7    | 3.2            | 21.0 |

- ゲーム本『メガドライブ大全』（2004年、太田出版）では、本作がハードの枠を超えた「戦略シミュレーションの傑作」と呼ばれている事を示唆、しかしハード末期の作品であった事から出荷本数が少なく商業的には成功とは言えなかった事を指摘した[6]。他に同書ではゲームシステムが『アドバンスド大戦略』シリーズから継承されている事を挙げた上で、簡略化されプレイしやすくなっている事や敵の攻撃が激しくない事から「難易度は控えめだ」と指摘、さらにシナリオが人間ドラマに焦点が充てられている事やアメリカから月、火星に至るまでのストーリー展開に関して「壮大なストーリーは宇宙一」と絶賛した[6]。

- 竹本泉（漫画家）は自著「苺タイムス」において「まるで末弥純さんが挿絵を描いたハヤカワSF文庫を読んでいるよう」と評したとされる[要文献特定詳細情報]。
- ライターの河合律子はゲームニュース専門サイト「GameSpark」の連載記事の中で、本作のゲームデザインは実際の軍事作戦行動を意識したリアリティあふれるものだとし、常に先を読むことが求められると述べている[1]。また、序盤の戦果が物語後半の展開に影響するため、熟考を得意とする人には向いていないものの、『ファイアーエムブレム トラキア776』をはじめとする高難易度RPGが好きな人には向いているだろうと述べている[1]。